# Magnus Poser
Magnus Poser, né le 26 janvier 1907 à Iéna et mort le 21 juillet 1944 à Buchenwald, est un communiste allemand et un résistant au nazisme qui fut abattu par la Gestapo de Weimar en juillet 1944.

## Éléments biographiques
Magnus Poser est le quatrième enfant d'une famille ouvrière allemande, il nait à Iéna, le 21 janvier 1907. À douze ans, en 1919, il s'inscrit à la Ligue des jeunes communistes d'Allemagne. Il fait des études en menuiserie. À sa majorité, en 1928, il rallie les rangs du KPD, le Parti communiste d'Allemagne (Kommunistische Partei Deutschlands).
En 1934, son militantisme lui vaut des démêlés avec la justice allemande. Il est arrêté avec sa compagne, Lydia Orban, sténographe du KPD depuis 1929, le 26 novembre 1934. Ils sont condamnés respectivement à deux ans, 4 mois et deux ans de prison, le 20 avril 1934. Leurs peines purgées, ils se marient en septembre 1936. Il reprend ses fonctions de charpentier.
De 1938 à 1941, malgré les risques encourus, il met sur pied un groupe de résistants communistes dont l'action se trouve renforcée lors de l'ouverture du Front de l'Est. En 1942, Magnus Poser entre en contact avec un autre résistant au nazisme, Theodor Neubauer. Ils organisent ensemble la résistance en Thuringe et développent des ramifications jusqu'à Berlin. Au travers de l'édition de tracts, ils dénoncent les crimes nazis et invitent les Allemands à rompre avec le gouvernement national-socialiste.
Magnus Poser est arrêté le 14 juillet 1944, il est incarcéré au Weimarer Marstall, le siège de la Gestapo où il est atrocement torturé. Dans la nuit du 20 au 21 juillet 1944, il tente de s'enfuir mais il est abattu de cinq balles dans le parc jouxtant la prison. Transféré à l'infirmerie de Buchenwald, il meurt de ses blessures le 21 juillet 1944,.

## Reconnaissances
De nombreuses écoles et rues portent aujourd'hui son nom.